# Pomba-chilena
Patagioenas araucana é uma espécie de ave da família Columbidae.
Pode ser encontrada na Argentina, no Chile e nas Malvinas.
Os seus habitats naturais são: florestas temperadas.